# Вооружённые силы Бурунди
Вооружённые силы Бурунди (англ. Burundi National Defence Force, фр. Force de defense nationale du Burundi) — военная организация Бурунди, предназначенная для обороны Республики, защиты свободы и независимости Бурунди, одно из важнейших орудий политической власти.
Состоят из органов управления и видов вооружённых сил государства, как то сухопутные войска, военно-воздушные силы, военно-морские силы. Военный бюджет в 2003 году составлял 39 000 000 долларов, в 2020 году — 62 300 000 долларов

## История
Вооружённые силы были созданы после предоставления независимости в 1962 году на основе созданного в 1960 году подразделения жандармерии (Garde Nationale Burundaise).
В 2001 году на Украине были куплены десять бронетранспортёров БТР-80.
В 2004 году общая численность вооружённых сил составляла 40 050 человек (39,8 тыс. в армии, 200 человек в ВВС и 50 человек в ВМС), также имелись военизированные формирования - жандармерия численностью 5,5 тыс. человек и ополченческие формирования численностью около 5 тыс. человек.
В августе 2023 года министерство обороны Бурунди выразило желание купить военное оборудование в России и передало российской стороне список желаемого вооружения.
Личный состав вооружённых сил Бурунди принимает участие в миротворческих операциях ООН (в основном, на территории Африки). Потери Бурунди во всех операциях ООН с участием страны составили 23 человека погибшими.

## Общие сведения
| Вооружённые силы Бурунди                                        | Вооружённые силы Бурунди |
| --------------------------------------------------------------- | --- |
| Призывной возраст и порядок комплектования:                     | Вооружённые силы Бурунди комплектуются исключительно на контрактной основе лицами мужского пола. Согласно Уставу вооружённых сил Бурунди, нет минимального ограничения по возрасту для заключения контракта, но правительство утверждает, что в армии нет ни одного человека младше 18 лет. На неофицерских должностях возможна служба в армии до достижения 45 лет, на офицерских — до 55 лет. |
| Человеческие ресурсы, доступные для воинской службы:            | мужчины в возрасте 16—49: 2,182,327 женщины в возрасте 16—49: 2,202,125 (2010 оценочно) |
| Человеческие ресурсы, пригодные для воинской службы:            | мужчины в возрасте 16—49: 1,398,769 женщины в возрасте 16—49: 1,481,417 (2010 оценочно) |
| Человеческие ресурсы, ежегодно достигающие призывного возраста: | мужчины: 117,956 женщины: 116,956 (2010 оценочно) |
| Военные расходы — процент от ВВП:                               | 2,39 (2012) 33 место в мире |

## Современное состояние
По состоянию на начало 2022 года общая численность регулярных вооружённых сил составляла 30,05 тыс. человек, комплектование личным составом осуществлялось на добровольной основе.
- сухопутные войска насчитывали 30 тыс. человек (два лёгких бронетанковых батальона, семь пехотных батальонов, артиллерийское подразделение, один батальон ПВО и один инженерный батальон); 94 бронетранспортёра (10 шт. БТР-80, 20 шт. БТР-40, 9 шт. Panhard M3, 15 шт. «тип 92», 6 шт. «Walid», 12 шт. «Casspir», 12 шт. RG-31 и 10 шт. RG-33L); 55 бронемашин (12 шт. АМL-90 и шесть АМL-60, 30 шт. БРДМ-2 и семь Shorland S-52), 12 шт. 122-мм РСЗО BM-21 «Град»; 120 шт. орудий полевой артиллерии (в том числе, 18 шт. 122-мм буксируемых гаубиц Д-30); 90 миномётов (75 шт. 120-мм миномётов и 15 шт. 82-мм миномётов обр. 1943 года); 135 орудий зенитной артиллерии (100 шт. 23-мм ЗУ-23 и 35 шт. 37-мм зенитных орудий обр.1939 года) и 15 шт. 14,5-мм зенитных пулемётных установок ЗПУ-4[4]
- военно-воздушные силы насчитывали 200 человек, три самолёта (один учебно-тренировочный SF-260TP и два лёгких «Cessna-150L»), два боевых вертолёта Ми-24 и четыре многоцелевых вертолёта (два Ми-8 и два SA-342L)[4]
- военно-морские силы насчитывали 50 человек, два танкодесантных судна и четыре патрульных катера[4]

Кроме того, в стране имелись военизированные формирования, не входившие в состав вооруженных сил (жандармерия) - 21 тыс. человек.